# Nienstädt
Nienstädt település Németországban, azon belül Alsó-Szászország tartományban. Lakosainak száma 4464 fő (2023. december 31.). Nienstädt Stadthagen, Obernkirchen és Helpsen községekkel határos.

## Népesség
A település népességének változása:
| Lakosok száma | 4576 | 4543 | 4491 | 4472 | 4476 | 4464 |
|               | 2016 | 2017 | 2019 | 2021 | 2022 | 2023 |